# The Big Room
The Big Room (El Gran Salón) es el segundo y último álbum de estudio del dúo noruego M2M. Comercialmente, el álbum tuvo gran éxito de crítica en Asia como ya lo había tenido su álbum anterior, Shades of Purple. Pero logró llegar a # 16 y 5x platino en Filipinas a finales de 2001, cuando su primer sencillo "Everything" salió en Asia en noviembre de 2001, posteriormente salió el álbum completo seguido de su segundo single "What You Do About Me" publicado en febrero de 2002. En los EE. UU. y Europa The Big Room salió en 2002, con diferentes sonidos en la música de algunos de los tracks del álbum. 
Sólo dos singles fueron lanzados mundialmente - "Everything" y "What You Do About Me" acompañados de su respectivo vídeo musical, aunque en el caso de Everything, este contó con dos versiones no muy diferenciadas en cuanto a lo visual pero sí en el audio. Existe un rumor de que habría un tercer sencillo, pero no ocurrió porque su sello discográfico canceló los planes el año siguiente, sin embargo, "Wanna Be Where You Are", una pista de piano-rock realizada en solitario por Marion Raven (ya que Marit Larsen no cantó, escribió ni colaboró con la música en esta pista), fue lanzado en Filipinas, donde M2M es más popular, y "Don´t" se promocionó únicamente en los EE. UU. Los cuatro sencillos aparecen en el álbum recopilatorio de la banda The Day You Went Away: The Best of M2M, con la excepción de "Don´t", ya que la versión acústica se incluyó en lugar de la versión del álbum. Tres versiones acústicas de otras canciones como estos tres que son "Everything", "Jennifer", y "Love Left For Me". El álbum vendió más de dos millones de copias tan sólo en Asia y contó con tres diferentes portadas las cuales fueron editadas en varias partes del mundo como Latinoamérica, Sudeste Asiático y Japón.

## Canciones
1. " Everything" – 4:12
2. "Jennifer" – 3:08
3. " Don't" – 3:27
4. "Payphone" – 3:16
5. " What You Do About Me" - 3:05
6. "Love Left For Me" – 4:15
7. "Miss Popular" – 3:05
8. "Wanna Be Where You Are" – 3:26
9. "Leave Me Alone" – 3:09
10. "Sometimes" – 2:52
11. "Eventually" – 2:59
12. "Everything (Radio Mix)" - 3:06
13. "What You Do About Me (Radio Mix)" - 3:21
14. "Don't (Radio Mix)" - 3:28

Los tracks 12-14 aparecen como bonus tracks en las ediciones del álbum en Noruega y el Sudeste de Asia.
- Datos: Q1328354